# Montello e Colli Asolani merlot
Il Montello e Colli Asolani Merlot è un vino DOC la cui produzione è consentita nella provincia di Treviso.

## Caratteristiche organolettiche
- colore: rosso rubino tendente al granato con l'invecchiamento.
- odore: vinoso, intenso, caratteristico da giovane, più delicato etereo e gradevole, se invecchiato.
- sapore: asciutto, sapido, robusto di corpo, giustamente tannico, armonico.

## Produzione
Provincia, stagione, volume in ettolitri
- Treviso  (1990/91)  1773,33
- Treviso  (1991/92)  2972,52
- Treviso  (1992/93)  3523,03
- Treviso  (1993/94)  2721,62
- Treviso  (1994/95)  2042,99
- Treviso  (1995/96)  1832,55
- Treviso  (1996/97)  1969,22